# Badmintonmeisterschaft von Nord-Borneo
Badmintonmeisterschaften von Nord-Borneo sind für die Jahre 1959 und 1960 dokumentiert. In dieser Zeit war Nord-Borneo ein eigenes nationales Gebilde mit eigenem nationalen Badmintonverband, welcher auch Mitglied des Badmintonweltverbandes IBF war. Mit dem Anschluss an Malaysia 1963 wurden die Titelkämpfe zu Meisterschaften des Bundesstaates Sabah.

## Sieger
| Jahr | Herreneinzel  | Dameneinzel       | Herrendoppel              | Damendoppel                  | Mixed             |
| ---- | ------------- | ----------------- | ------------------------- | ---------------------------- | ----------------- |
| 1959 | Chan Tin Chua | nicht ausgetragen | Lai Wui Meng Sim Poh Lim  | nicht ausgetragen            | nicht ausgetragen |
| 1960 | Lai Wui Meng  | Tam Chui Chee     | Chan Tin Chua Raymond Tan | Tam Chui Chee Chen Mui Kheng | nicht ausgetragen |